# Чеченский нахар
На́хар (чечен. náxar) — валюта, которая должна была стать официальной денежной единицей непризнанной Чеченской Республики Ичкерия, курс нахара к доллару США должен был составлять один к одному.

## История
До печати банкнот чеченского нахара Чеченская Республика Ичкерия не признала реформу 1993 года и использовала в обращении банкноты советского рубля образца 1961—1992 года, а также банкноты российского рубля 5 000 и 10 000 рублей образца 1992 года.
В 1993 году управляющий Национальным банком ЧРИ Усман Касимович Имаев направил во французскую типографию «François-Charles Oberthür» письмо с просьбой помочь в печати и выпуске банкнот для Чечни. Французская компания пыталась подписать контракт с Правительством ЧРИ. В итоге контракт так и не был подписан, и уже к 1994 году сотрудничество с компанией Oberthur (фр.) было свёрнуто.
В 1994 году в Великобритании были напечатаны банкноты достоинством в 1, 3, 5, 10, 20, 50, 100, 500 и 1000 нахаров, датированные 1995 годом, но есть альтернативные сведения о том, что банкноты печатались в Германии, в городе Мюнхене.
Однако введена данная валюта не была, а почти все отпечатанные банкноты, по одной версии, уничтожены российскими федеральными войсками во время штурма Грозного, а по другой — хранятся в Мюнхене.

## Описание
Были отпечатаны банкноты номиналом в 1, 3, 5, 10, 20, 50, 100, 500 и 1000 нахаров.
С обеих сторон каждой банкноты вверху надпись Деньги Государственного банка Чеченской Республики, внизу — словесное обозначение номинала: один, три, пять нахаров или одна, две, пять десяток и т. п.
На банкнотах достоинством 1, 3 и 5 нахаров в правом верхнем углу надпись: На всё воля Божья, в правом нижнем углу — восьмизначный номер банкноты в серии с заглавной буквой и семью цифрами за ней.
На лицевой стороне каждой купюры стоит подпись министра экономики и финансов Чеченской Республики Таймаза Абубакарова (справа) и Председателя Национального банка Чеченской Республики Нажмудина Увайсаева (слева).
|  |  | 1    | н/д | чёрно-зелёный тёмно-зелёный | изображение государственного герба Чеченской Республики Ичкерия          | изображение нефтеперерабатывающего предприятия                              | н/д | 1995 |
|  |  | 3    | н/д | чёрно-зелёный тёмно-зелёный | изображение Махмуда Эсамбаева                                            | два пасущихся коня                                                          | н/д | 1995 |
|  |  | 5    | н/д | чёрно-зелёный тёмно-зелёный | изображение всадника в бурке                                             | три девушки с кувшинами                                                     | н/д | 1995 |
|  |  | 10   | н/д | тёмно-зелёный чёрный        | изображение девушки, держащей в руках блюдо с фруктами и кувшином        | пейзаж с нефтяными вышками и качающимся штанговым насосом на переднем плане | н/д | 1995 |
|  |  | 20   | н/д | тёмно-зелёный чёрный        | изображение женщины, держащей перед собой саблю, на фоне горного пейзажа | три гарцующих всадника                                                      | н/д | 1995 |
|  |  | 50   | н/д | тёмно-зелёный чёрный        | изображение старца с посохом и весами                                    | изображение президентского дворца в Грозном                                 | н/д | 1995 |
|  |  | 100  | н/д | тёмно-зелёный чёрный        | изображение всадника на вздыбленном коне                                 | группа вооружённых мужчин в традиционных одеждах                            | н/д | 1995 |
|  |  | 500  | н/д | тёмно-зелёный чёрный        | портрет имама Шамиля                                                     | горный пейзаж с боевой башней                                               | н/д | 1995 |
|  |  | 1000 | н/д | тёмно-зелёный чёрный        | портрет шейха Мансура                                                    | три скачущих всадника                                                       | н/д | 1995 |